# Policja (Chorwacja)
Policja (chorw. Policija) – umundurowana i uzbrojona formacja w Chorwacji, która jest publiczną służbą Ministerstwa Spraw Wewnętrznych Republiki Chorwacji i wykonuje określone zadania ustanowione przez prawo.
Do zadań Policji należy: ochrona indywidualnego życia, prawa, bezpieczeństwa i integralności, ochrona mienia, zapobieganie i wykrywanie przestępstw, wykroczeń, szukanie sprawców przestępstw, wykroczeń, naruszeń oraz przekazywanie ich właściwym organom, sterowanie i zarządzanie ruchem drogowym, prowadzenie spraw cudzoziemców, kontrola i ochrona granicy państwowej i inne czynności określone przez prawo.
W sensie operacyjnym, misje Policiji dzielą się na: sprawy związane ze spokojem i porządkiem publicznym, sprawy związane z bezpieczeństwem zgromadzeń publicznych, sprawy kontroli granicznej, sprawy bezpieczeństwa ruchu drogowego, sprawy karne, sprawy administracyjne, sprawy związane z obcokrajowcami, azylami i inne.
W ostatnich latach siły Policiji są reformowane z pomocą instytucji międzynarodowych, w tym Organizacja Bezpieczeństwa i Współpracy w Europie.

## Uprawnienia Policji
Policjant jest uprawniony do użycia broni palnej tylko, jeżeli istnieje bezpośrednie zagrożenie dla jego własnego życia lub/i życia innych ludzi, aby zapobiec przestępstwu, za popełnienie którego minimalna kara pozbawienia wolności wynosi pięć lat lub więcej, lub uniemożliwienia ucieczki więźnia.

## Struktura organizacyjna
Generalna Dyrekcja Policji (Ravnateljstvo policije) jest organizacją administracyjną Ministerstwa Spraw Wewnętrznych ustanowioną do prowadzenia spraw Policji. Generalna Dyrekcja Policji jest odpowiedzialna za:
- badania i analizę stanu bezpieczeństwa i sytuacji prowadzących do powstania i rozwoju przestępczości;
- harmonizację, prowadzenie i nadzór nad pracą jednostek Policji;
- uczestnictwo w bardziej złożonych operacjach Policji;
- zapewnienie realizacji umów międzynarodowych dotyczących współpracy policyjnej i innych aktów międzynarodowych w ramach kompetencji Generalnej Dyrekcji Policji;
- organizowanie i prowadzenie działalności śledczej;
- ustalenie warunków efektywnej pracy w Wyższej Szkole Policji;
- przyjęcie standardów dla wyposażenia i urządzeń;
- przygotowanie do działania w wypadku stanu wyjątkowego.

Generalną Dyrekcją Policji kieruje Dyrektor Generalny Policji (Glavni Ravnatelj Policije).
Inne formy organizacyjne w obrębie Generalnej Dyrekcji Policji:
- Dyrekcja Policji (Uprava policije)
- Dyrekcja Policji Kryminalnej (Uprava kriminalističke policije)
- Dyrekcja Policji Granicznej (Uprava za granicu)
- Komenda Policji Specjalnych (Zapovjedništvo specijalne policije)
- Centrum Komunikacji Operacyjnej (Operativno-komunikacijski centar policije)
- Centrum Ekspertyz Sądowych (Centar za kriminalistička vještačenja)
- Akademia Policyjna (Policijska akademija)

Jednostki podzielone na 20 administracyjnych dystryktów, rozróżnione na cztery kategorie, obejmują terytorium Republiki Chorwacji zgodnie z organizacją jednostek samorządu terytorialnego (powiatu lub županije).

## Stopnie

### Policja Podstawowa (Temeljna policija)
| Nowicjusz z wykształceniem średnim | Nowicjusz z wykształceniem wyższym | Oficer Policji | Starszy Oficer Policji | Sierżant Policji    | Starszy Sierżant Policji | Inspektor Policji    | Starszy Inspektor Policji | Niezależny Inspektor Policji    | Główny Inspektor Policji    | Doradca Policji      | Główny Doradca Policji      | Zastępca Dyrektora Policji   | Dyrektor Policji   |
| Policajac vježbenik SSS            | Policajac vježbenik VŠS/VSS        | Policajac      | Viši policajac         | Policijski narednik | Viši policijski narednik | Policijski inspektor | Viši policijski inspektor | Samostalni policijski inspektor | Glavni policijski inspektor | Policijski savjetnik | Glavni policijski savjetnik | Zamjenik ravnatelja policije | Ravnatelj policije |
|                                    |                                    |                |                        |                     |                          |                      |                           |                                 |                             |                      |                             |                              |                    |

### Policja Interwencyjna (Interventna policija)

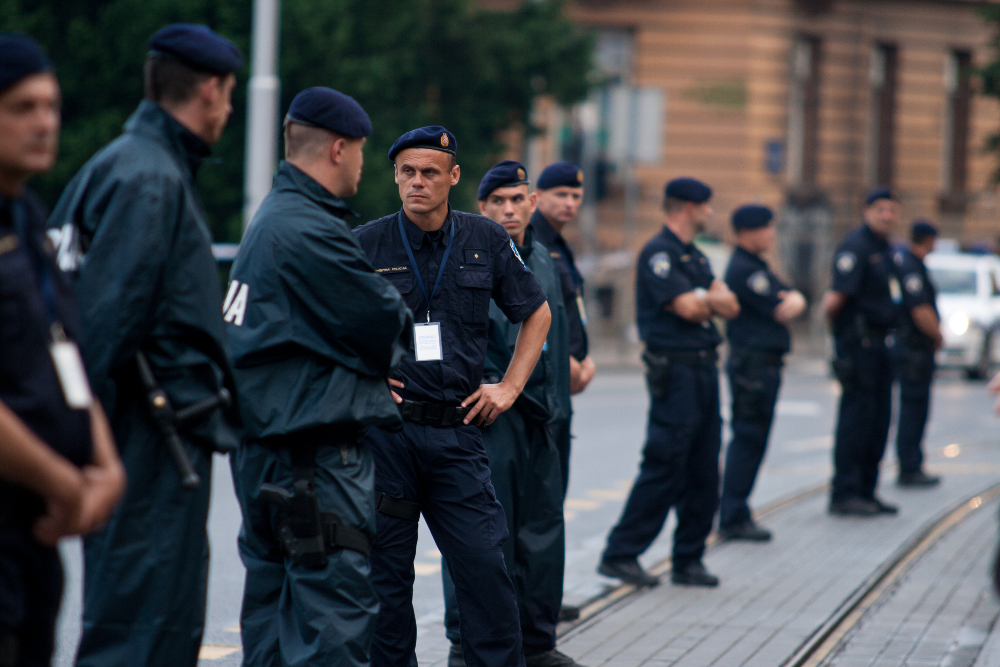
Funkcjonariusze Policji Interwencyjnej

| Oficer Policji w grupie interwencyjnej | Lider grupy interwencyjnejp        | Dowódca sekcji interwencyjnej Policji | Dowódca plutonu interwencyjnej Policji – Instruktor | Zastępca dowódcy oddziału interwencyjnej Policji   | Dowódca oddziału interwencyjnej Policji  | Zastępca/Asystent dowódcy jednostki interwencyjnej Policji | Dowódca jednostki interwencyjnej Policji  | Instruktor w siedzibie Policji interwencyjnej | Asystent dowódcy interwencyjnej Policji    | Komendant interwencyjnej Policji |
| Policajac u interventnoj policiji      | Vođa grupe u interventnoj policiji | Zapovjednik odjeljenja                | Zapovjednik voda – instruktor                       | Pomoćnik zapovjednika satnije interventne policije | Zapovjednik satnije interventne policije | Zamjenik zapovjednika – pomoćnik zapovjednika              | Zapovjednik jedinice interventne policije | Policijski službenik – instruktor             | Pomoćnik zapovjednika interventne policije | Zapovjednik interventne policije |
|                                        |                                    |                                       |                                                     |                                                    |                                          |                                                            |                                           |                                               |                                            |                                  |

### Policja Specjalna (Specijalna policija)

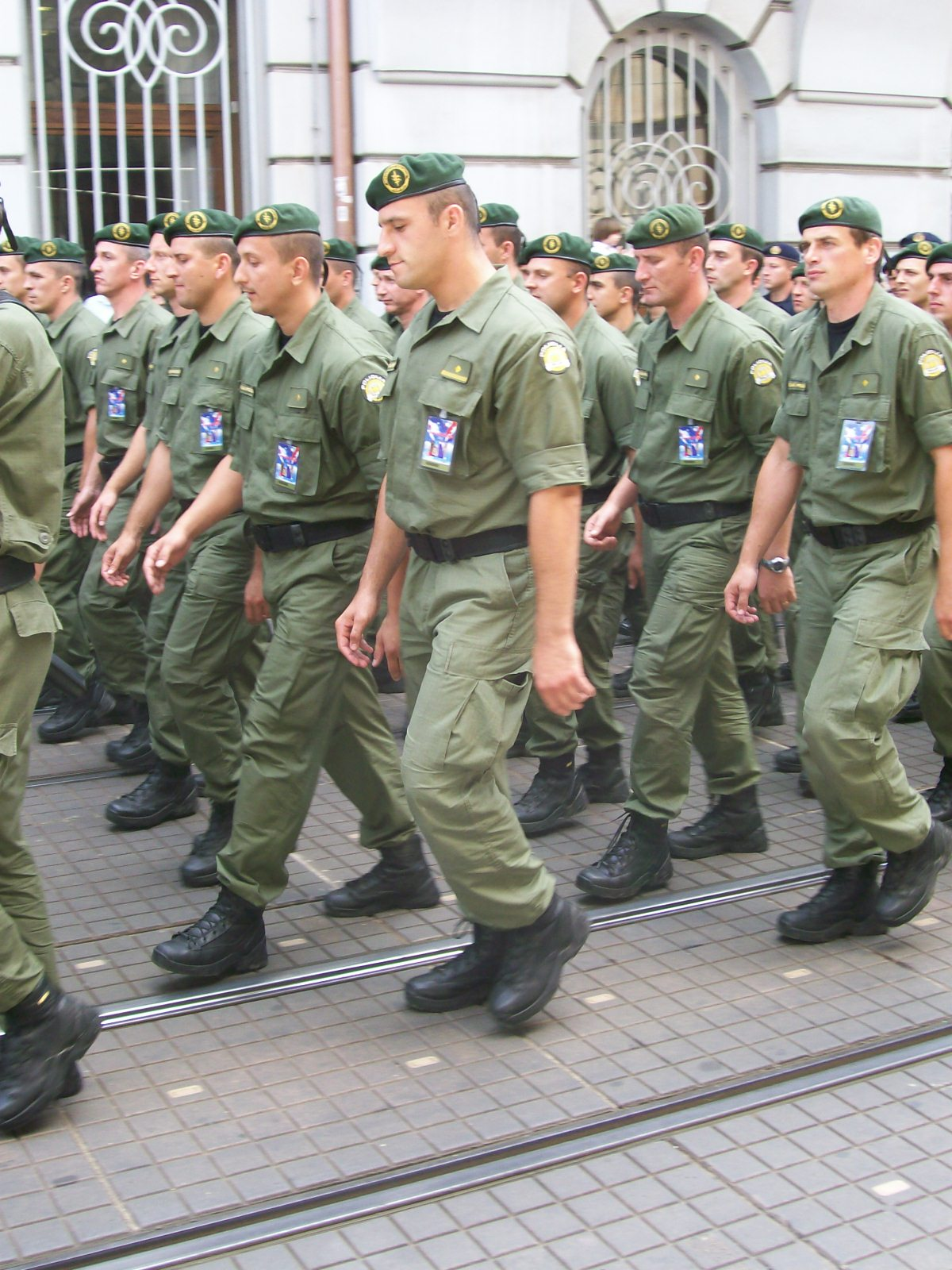
Funkcjonariusze Policji Specjalnej

| Oficer Policji – specjalista | Lider grupy specjalnej     | Instruktor – Dowódca plutonu Policji Specjalnej               | Zastępca dowódcy jednostki Policji Specjalnej      | Dowódca jednostki Policji Specjalnej     | Instruktor w siedzibie Policji Specjalnej       | Asystent dowódcy Policji Specjalnej       | Komendant Policji Specjalnej    |
| Policajac – specijalac       | Vođa specijalističke grupe | Instruktor – zapovjednik voda u specijalnoj jedinici policije | Pomoćnik zapovjednika specijalne jedinice policije | Zapovjednik specijalne jedinice policije | Instruktor u zapovjedništvu specijalne policije | Pomoćnik zapovjednika specijalne policije | Zapovjednik specijalne policije |
|                              |                            |                                                               |                                                    |                                          |                                                 |                                           |                                 |

## Broń
- MP5
- UZI[4]
- G36C
- CZ 75
- HS 2000
- HK UMP
- MP7
- HK 417

## Wyposażenie

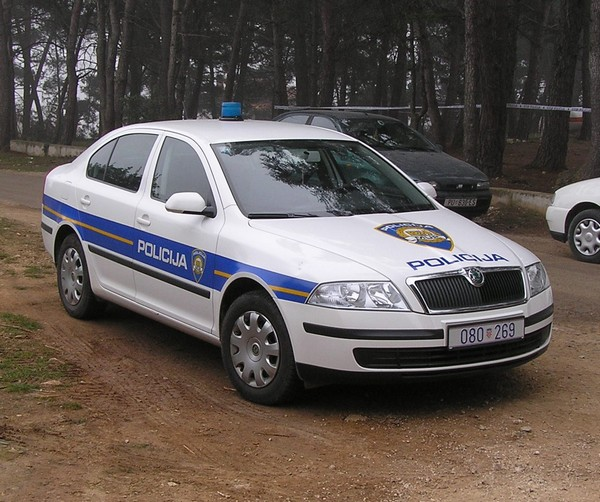
Samochód policyjny
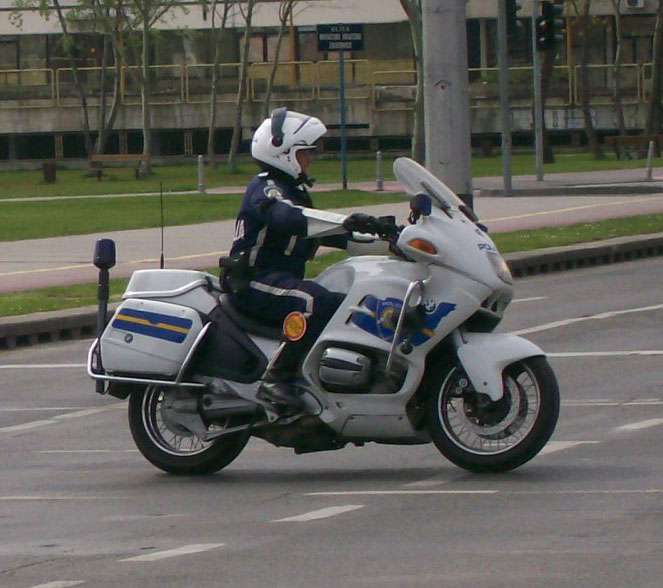
Oficer patrolujący Zagrzeb na motocyklu
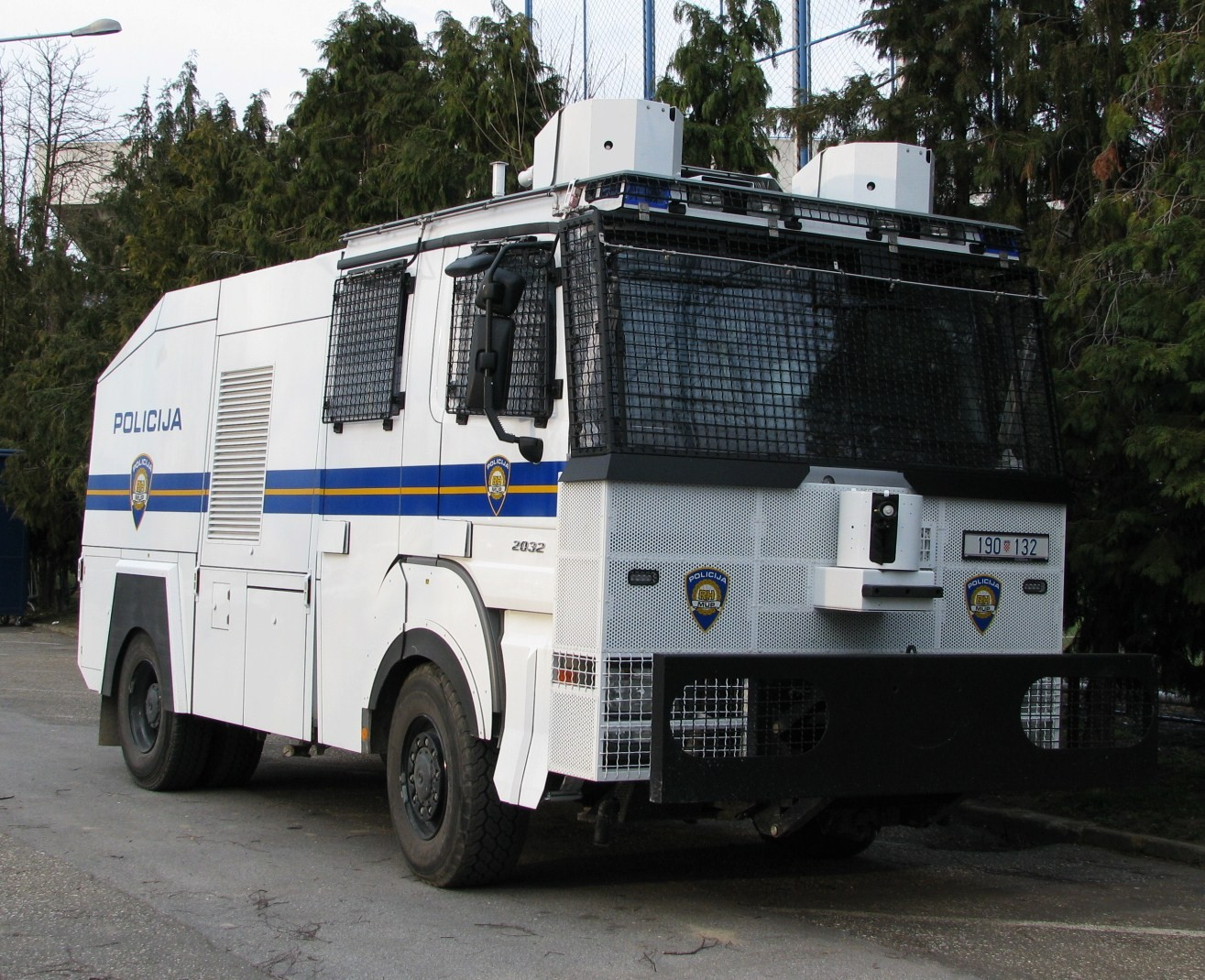
Armata wodna model CVT-6000
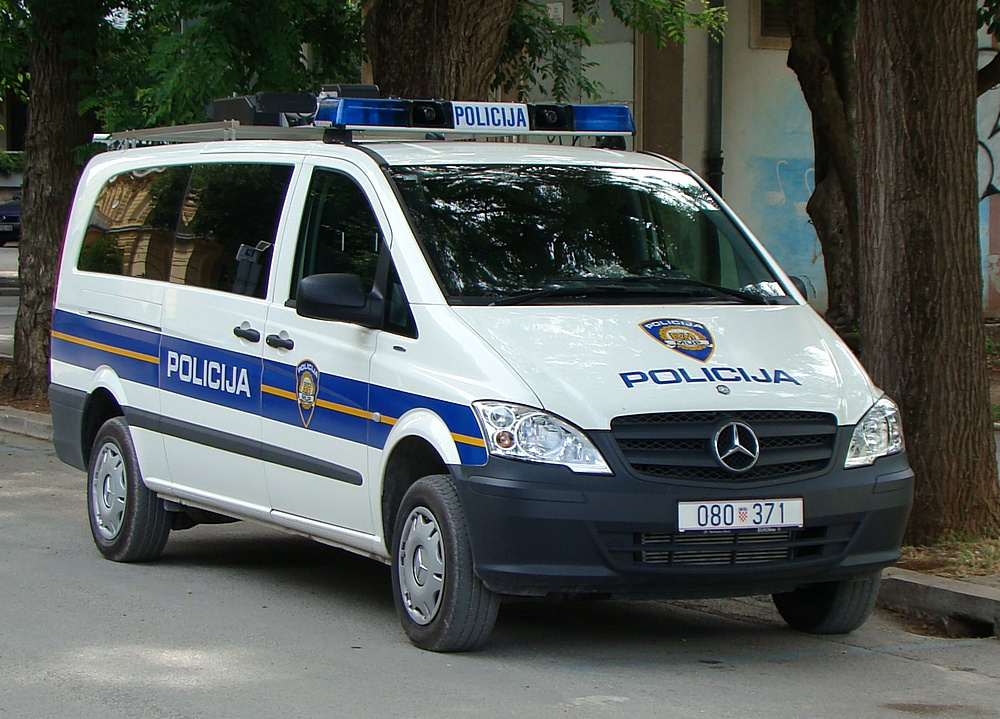
Policyjny wan
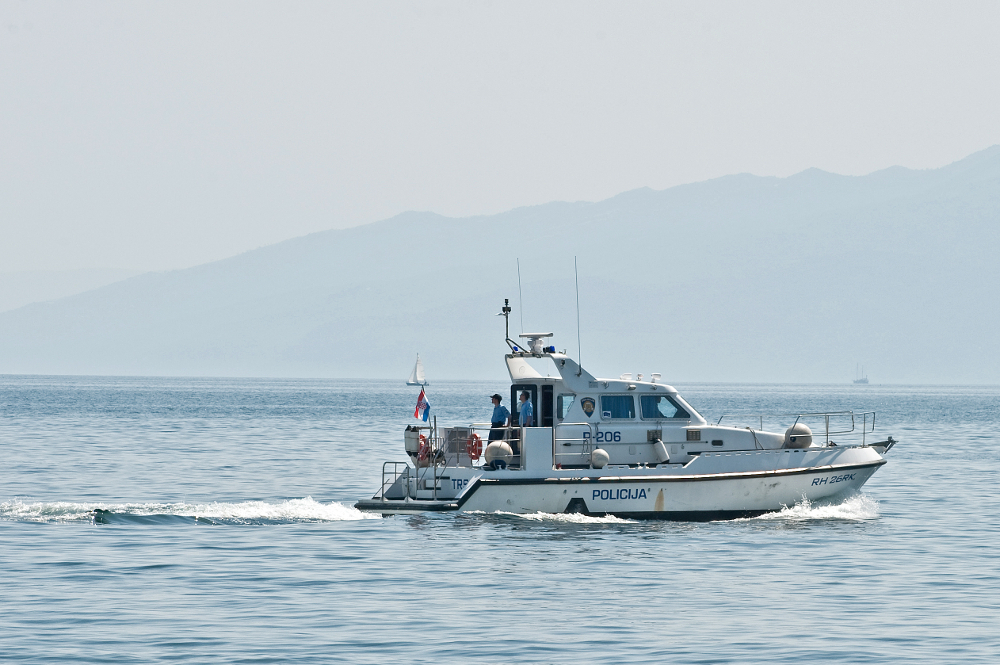
Policyjna łódź

### Helikoptery

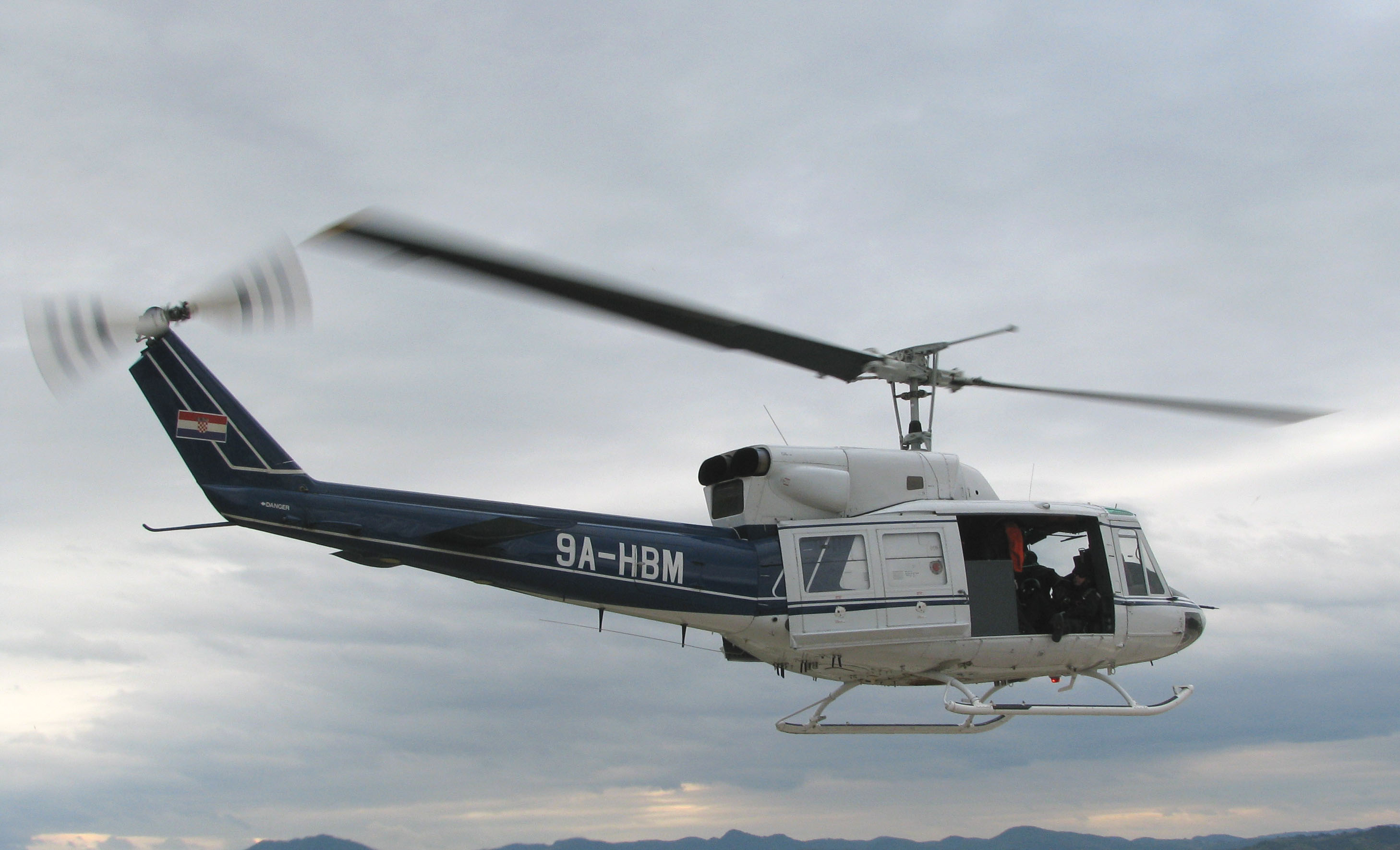
1x Bell 212
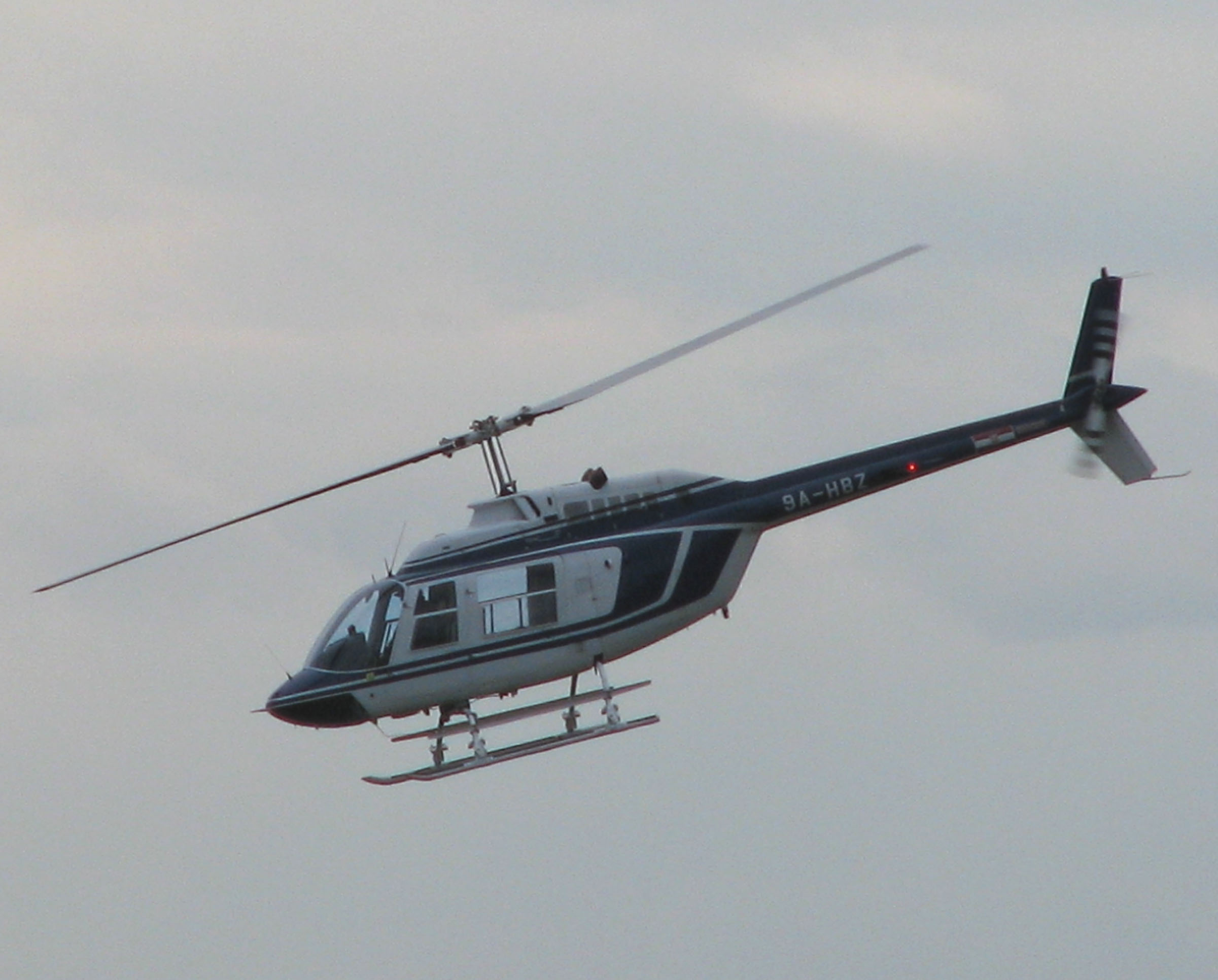
2x Bell 206-3 JetRanger III
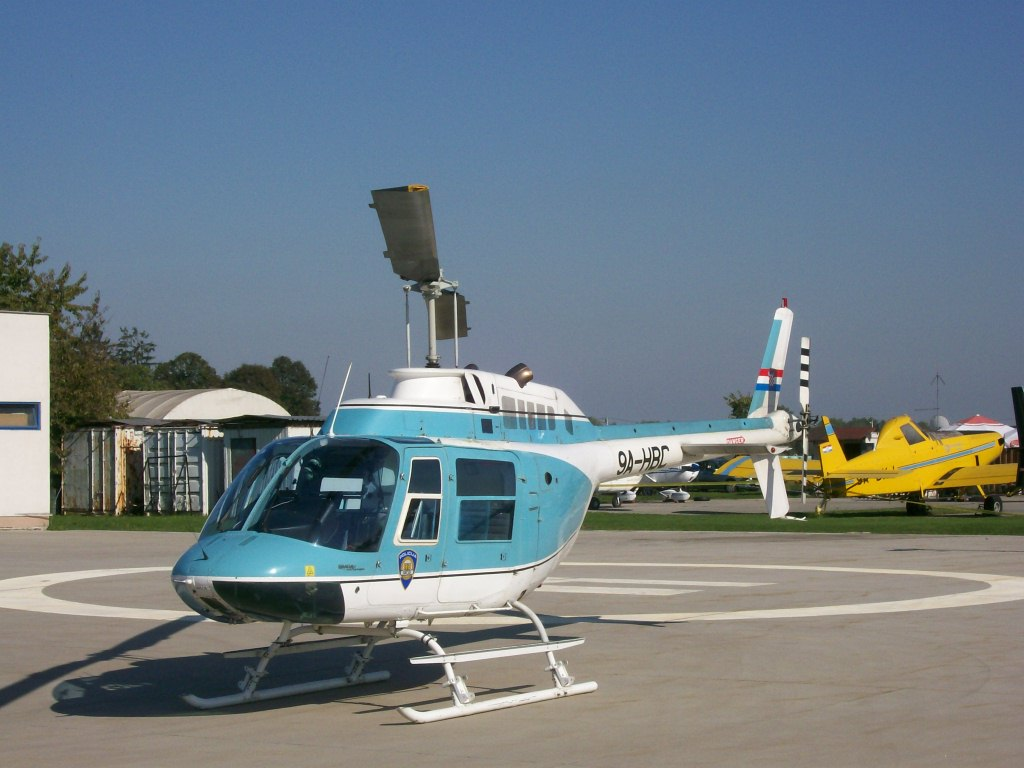
1x Bell 206 JetRanger II
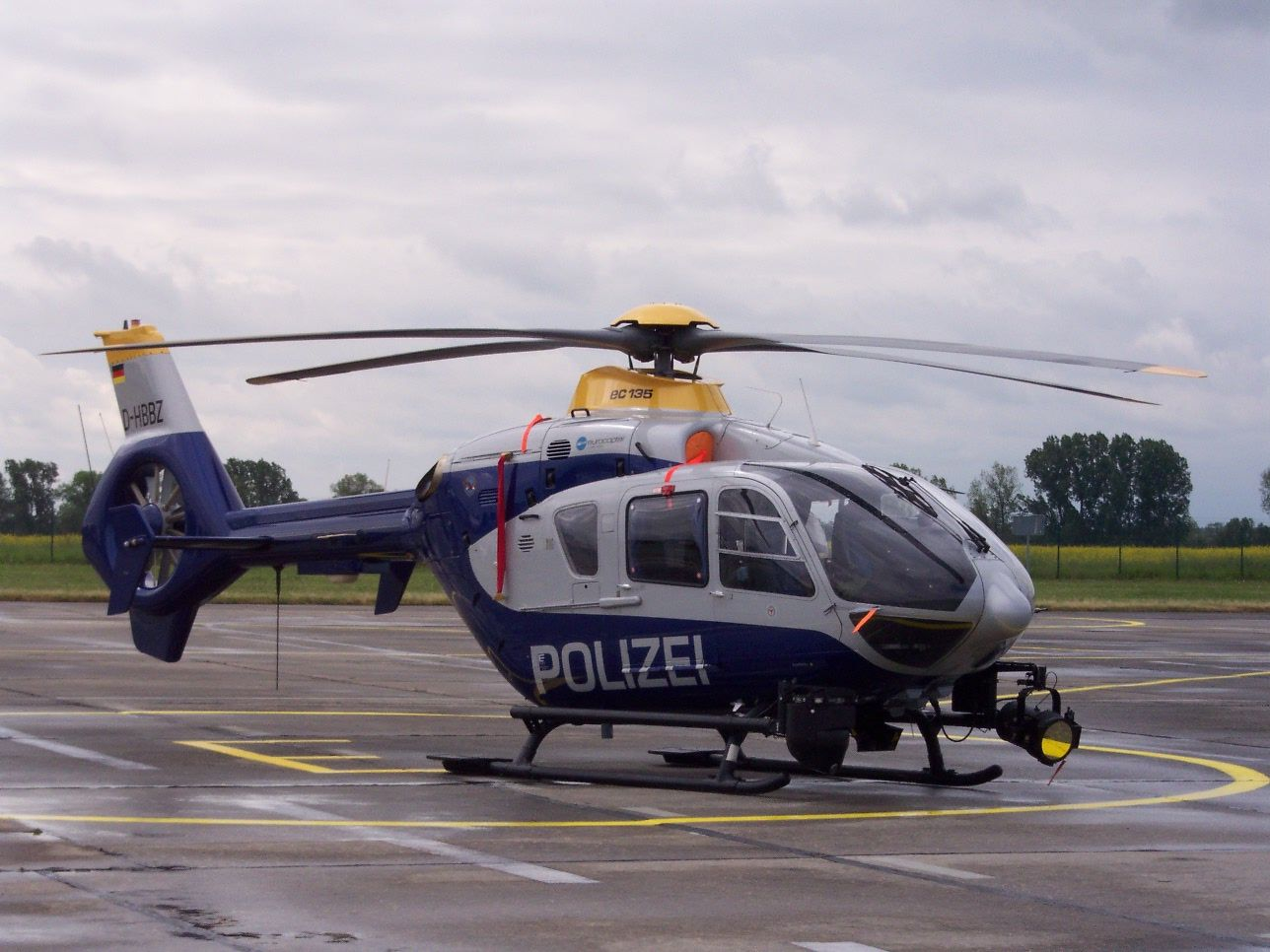
2x Eurocopter EC135 P2+
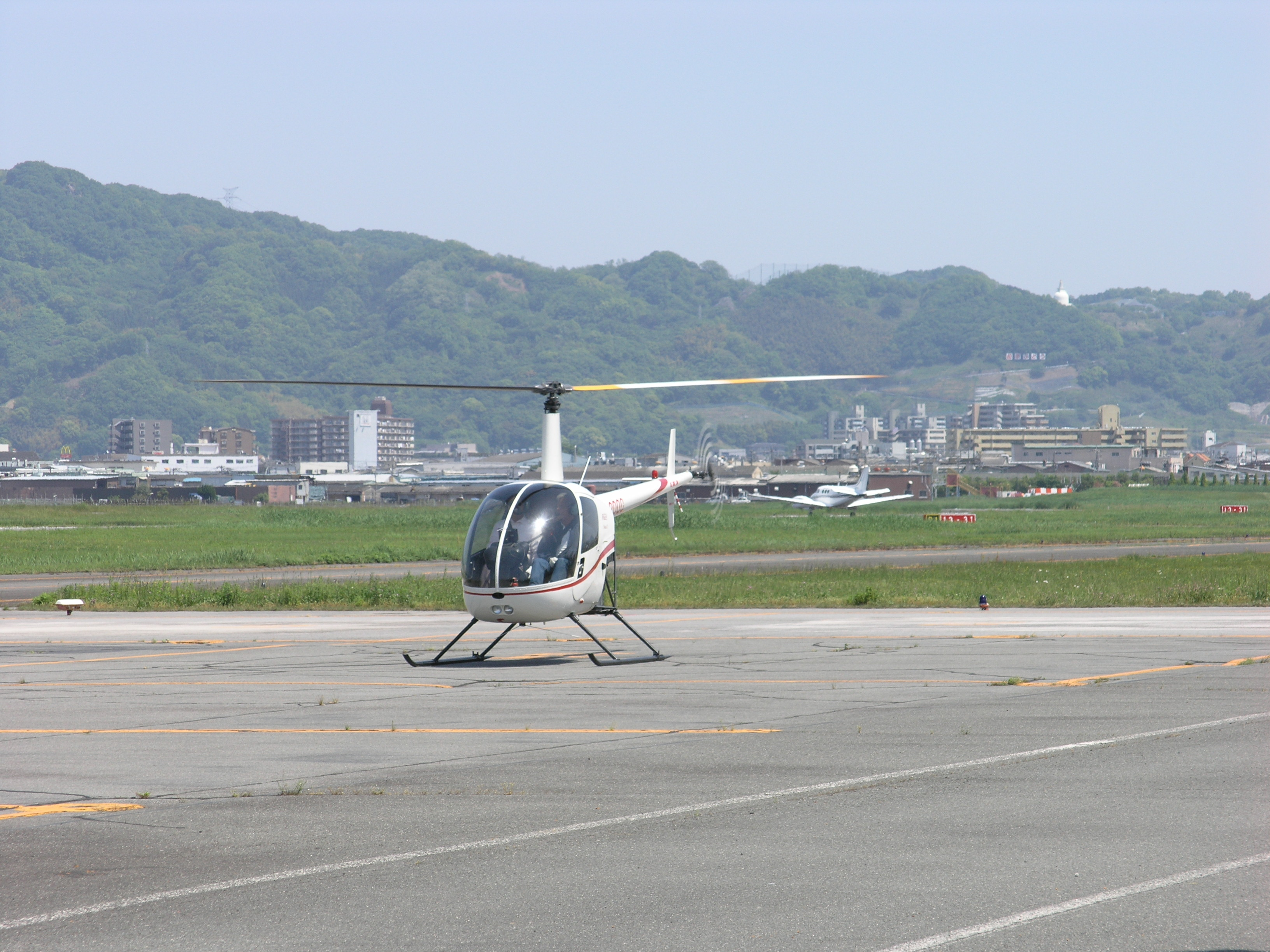
1x Robinson R22 Beta